# Hound Dog Taylor
Hound Dog Taylor, pseudonimo di Theodore Roosevelt Taylor (Natchez, 12 aprile 1915 – Chicago, 17 dicembre 1975), è stato un cantante e chitarrista statunitense.
È un bluesman afroamericano, noto prevalentemente per esser stato il leader del gruppo The HouseRockers. Era polidattilo alla mano sinistra.
Costretto a vivere dall'età di 9 anni con la sorella maggiore, a causa dei difficili rapporti avuti col padre, Hound Dog Taylor, imparò subito a suonare il pianoforte, passando poi alla chitarra.
Dall'età di circa vent'anni iniziò a intraprendere il mestiere di musicista itinerante per tutto il delta del Mississippi.
Nel 1942 fu perseguitato dal Ku Klux Klan, a causa di una relazione avuta con una donna bianca, questo fatto lo costrinse ad abbandonare il Mississippi per trasferirsi a Chicago.
Nella Windy City svolse per quindici anni svariati lavori al di fuori della musica, ma continuando nei ritagli di tempo (specialmente di notte in qualche club) a suonare la chitarra slide.
Nel 1957 decise di ricominciare a suonare a tempo pieno la chitarra, avendo affinato la sua tecnica divenne in breve popolarissimo nei locali della West Side di Chicago.
Il soprannome di Hound Dog (segugio), gli fu affibbiato in questo periodo, per la sua passione al fascino femminile.
Nel 1960 fu pubblicato il primo singolo a nome di Hound Dog Taylor dal titolo Baby Is Coming Home / Take Five, che come altri due singoli successivi (1962 e 1969) ottennero scarso impatto commerciale.
Nell'ottobre del 1967 si trovò in Europa partecipando al American Folk Blues Festivals 1967 assieme a giganti del blues come Little Walter, Bukka White, Son House, Skip James, Sonny Terry, Brownie McGhee, Koko Taylor, documentato anche da concerti televisivi in Germania e Danimarca.
Nel 1971 la Label Alligator Records pubblicò il primo album di Hound Dog Taylor dal semplice titolo Hound Dog Taylor and the House Rockers, ebbe un positivo riscontro di vendite, il chitarrista stava acquisendo un buon seguito di pubblico (l'album contiene il più conosciuto brano dell'artista, Give Me Back My Wig).
Partecipò nel 1972 al An Arbor Blues & Jazz Festival 1972.
Il secondo album solistico di Taylor fu pubblicato nel 1974 ed ottenne dalla critica musicale recensioni ancora migliori rispetto al precedente.
Gran bevitore e fumatore, morì di tumore ai polmoni il 17 dicembre 1975.

## Discografia
Album in studio
- 1971 - Hound Dog Taylor and the HouseRockers (Alligator Records, AL 4701)
- 1974 - Natural Boogie (Alligator Records, AL 4704)
- 1976 - Beware of the Dog! (Alligator Records, AL 4707) Live
- 1980 - Live at Florences (JSP Records, JSP 1020) Live
- 1982 - Genuine Houserocking Music (Alligator Records, AL 4727)
- 1982 - House Rockin' Boogie (JSP Records, JSP 1049)
- 1984 - Kings of Slide Guitars (JSP Records, JSP 1074) album split con John Littlejohn
- 1990 - Release the Hound (Alligator Records, ALCD 4896)
- 1992 - Have Some Fun (Wolf Records, CD 12.300)
- 1992 - Live at Joe's Place (Fan Club Records, FC 100)
- 1999 - Live in Boston (Charly Records, RXB010)
- 1999 - Deluxe Edition (Alligator Records, ALCD 5605)
- 2002 - Freddie's Blues (Wolf Records, CD 120.600)
- 2009 - The Best & Unreleased (P-Vine Records, PCD-93289)

Singoli
- 1960 - My Baby Is Coming Home/Take Five (Bea & Baby Records, 112)
- 1962 - Christine/Alley Music (Firma Records, 626)
- 1969 - Watch Out/Down Home (Checker Records, 1223)